# Монтеляно
Монтеляно (на испански: Montellano) е населено място и община в Испания. Намира се в провинция Севиля, в състава на автономната област Андалусия. Общината влиза в състава на района (комарка) Кампиния де Морон и Марчена. Заема площ от 117 km². Населението му е 7146 души (по преброяване от 2010 г.). Разстоянието до административния център на провинцията е 66 km.

## Демография
| 1996 | 1998 | 1999 | 2000 | 2001 | 2002 | 2003 | 2004 | 2005 | 2007 |
| ---- | ---- | ---- | ---- | ---- | ---- | ---- | ---- | ---- | ---- |
| 7064 | 6943 | 6943 | 6829 | 6833 | 6871 | 6877 | 6854 | 6913 | 7037 |